# 宮野温泉
宮野温泉（みやのおんせん）とは、山口県山口市宮野にある温泉。奥湯田温泉とも呼ばれる。
近年に拓かれた温泉である。地域活動施設の「山口ふれあい館」には共同浴場が設置されている（後述）。

## 泉質・効能
- 泉質 - 単純弱放射能冷鉱泉
- 効能 - リューマチ・神経痛・皮膚病・胃病

※注 効能はその効果を万人に保証するわけではない。

## 周辺環境
- 山口ふれあい館[1]

地域活動施設として山口市が設置し、指定管理者制度が導入されている。グループ利用が前提となる創作室・会議室・多目的スタジオのほか、個人利用も可能な日帰り入浴施設が設置されている。

## 歴史
昭和39年（1964）に農協不動産経営の豪華なホテルと温泉センターが開業し、一時脚光を浴びた。山陽路の名湯湯田温泉にちなみ、「奥湯田温泉」の名称でPRされたが、昭和53年（1978）に閉業した。ホテルは企業に売却されたが、昭和59年（1984）に「山口ふれあい館」が開館し、公衆浴場が復活した。

## 交通
公共交通機関
- JR宮野駅からバスで15分、宮野温泉バス停下車、徒歩3分。

自動車
- 中国自動車道 山口インターチェンジから約20分。国道9号から県道196号宮野上佐々並線に入る。